# Андре Вейль
Андре Вейль (фр. André Weil МФА: [ɑ̃dʁe vɛj]; 6 травня 1906, Париж — 6 серпня 1998, Принстон) — французький математик, один з найвидатніших учених XX століття. Відомий своїми фундаментальними роботами з теорії чисел та алгебраїчної геометрії. Був одним із засновників і фактичним першим лідером математичної групи Бурбакі. Його сестрою була філософ Сімона Вейль. Письменниця Сильвія Вейль — його дочка.

## Життєпис
Народився в єврейській сім'ї з Ельзасу. Закінчив Вищу нормальну школу. Був учнем Жака Адамара та Еміля Пікара. Там він з Анрі Картаном, Клодом Шевалле, Жаном Д'єдонне та деякими іншими організував групу, яка пізніше стала знаменитою під ім'ям Ніколя Бурбакі. Під час Другої світової війни емігрує до США, де працює в Чиказькому університеті та Інституті перспективних досліджень в Принстоні.
Сімона Вейль, яка згодом стала відомим філософом, була молодшою сестрою Вейля, а він її єдиним братом. Навчався в Парижі, Римі та Геттінгені та отримав ступінь доктора у 1928 році. Перебуваючи в Німеччині, Вейль подружився з Карлом Людвігом Зігелем. Починаючи з 1930 року, провів два академічні роки в Аліґаргському мусульманському університеті в Індії. Окрім математики, Вейль все життя цікавився класичною грецькою та латинською літературою, індуїзмом та літературою на санскриті: він сам вивчив санскрит у 1920 році. Після одного року викладання в Університеті Екс-Марсель він шість років викладав у Страсбурзькому університеті. 1937 року одружився з Евелін де Поссель (уроджена Евелін Жілле)
Вейль був у Фінляндії, коли почалася Друга світова війна; він подорожував Скандинавією з квітня 1939 року. Його дружина Евелін повернулася до Франції без нього. Вейль був помилково заарештований у Фінляндії на початку Радянсько-фінської війни за підозрою у шпигунстві; однак відомості про те, що його життя було в небезпеці, були перебільшені. Вейль повернувся до Франції через Швецію та Сполучене Королівство і був затриманий у Гаврі в січні 1940 року. Його звинуватили в тому, що він не з'явився на службу, і ув'язнили у Гаврі, а потім у Руані. Саме у військовій в'язниці Бон-Нувель, у Руані, з лютого по травень Вейль завершив роботу, яка зробила йому репутацію. Його судили 3 травня 1940 року. Засуджений до п'яти років, він попросив, щоб його направили до військової частини, і отримав можливість приєднатися до полку в Шербурі. Після падіння Франції в червні 1940 року він зустрівся зі своєю родиною в Марселі, куди прибув морем. Потім вирушив до Клермон-Феррана, де йому вдалося зустрітися зі своєю дружиною Евелін, яка жила в окупованій німцями Франції.
У січні 1941 року Вейль і його родина вирушили з Марселя до Нью-Йорка. Залишок війни він провів у Сполучених Штатах, де його підтримували Фонд Рокфеллера та Фонд Гуггенхайма. Протягом двох років він викладав математику в університеті Ліхай (Lehigh University), де його не цінували, перевантажували і погано платили, хоча, на відміну від своїх американських студентів, йому не доводилося турбуватися про призов. Він залишив роботу в Ліхай і переїхав до Бразилії, де з 1945 по 1947 рік викладав в Університеті Сан-Паулу, працюючи з Оскаром Зарицьким. У Вейля та його дружини було дві дочки, Сільвія (1942 р.н.) та Ніколетта (1946 р.н.).
Потім він повернувся до Сполучених Штатів і викладав у Чиказькому університеті з 1947 по 1958 рік, перш ніж перейти до Інституту перспективних досліджень, де він провів залишок своєї кар'єри. Він був пленарним доповідачем ICM у 1950 році в Кембриджі, штат Массачусетс, у 1954 році в Амстердамі та в 1978 році в Гельсінкі. Вейль був обраний іноземним членом Королівського товариства в 1966 році. 1979 року він розділив другу премію Вольфа з математики разом з Жаном Лере.
Найвідомішими його учнями були П'єр Картьє та Пітер Свіннертон-Даєр.
Його сестра Сімона Вейль була відомим філософом. Родичем іншого знаменитого математика, Германа Вейля, Андре Вейль не є, хоча і написав про його творчість разом з К. Шевалле статтю.

## Робота та наукова діяльність
Вейль відомий фундаментальними роботами в галузі алгебричної геометрії, яку він зумів обґрунтувати з потрібним рівнем строгості, функціонального аналізу (особливо в області теорії міри та інтегрування в топологічних групах), але головним чином теорії чисел, до якої застосував апарат гомологічної алгебри (т. зв. «когомологій Галуа») і функціонального аналізу. Надалі розвитку математики велику роль відіграли так звані гіпотези Вейля, які вказували на зв'язок дискретного світу алгебраїчних многовидів з безперервним світом топології (ці гіпотези довели головним чином А. Гротендік та П. Делінь). Значною мірою на його погляди вплинула філософія структуралізму, яка заполонила його завдяки особистому знайомству з Клодом Леві-Стросом, до однієї з книг якого «Елементарні структури спорідненості» Вейль написав математичний додаток. На думку Вейля та інших «Бурбакі» математика зводиться до вивчення математичних структур.
Вейль зробив значний внесок у ряді областей, найважливішим з яких є відкриття глибоких зв'язків між алгебраїчною геометрією та теорією чисел. У його докторській роботі висвітлено теорему Морделла — Вейля (1928), яку незабаром застосовано в теоремі Зігеля про інтегральні точки.
Серед його головних досягнень було підтвердження в 1940-х роках гіпотези Рімана для дзета-функцій кривих над скінченними полями і подальше закладання фундаментальних основ алгебраїчної геометрії для підтвердження цього результату (з 1942 по 1946 рік). Так звані гіпотези Вейля мали величезний вплив приблизно з 1950 року. Пізніше ці твердження були доведені Бернардом Дворком, Олександром Гротендіком, Майклом Артеном і, нарешті, П'єром Деліном, який завершив найважчий крок у 1973 році
Вейль побудував кільце аделей наприкінці 1930-х років, наслідуючи приклад Клода Шевалле з іделями, і, використовуючи їх, довів теорему Рімана  — Роха. Теорема Рімана — Роха з 1938 року була дуже раннім очікуванням пізніших ідей, таких як простори модулів розшарування. Гіпотеза Вейля щодо чисел Тамагави виявилася стійкою протягом багатьох років. Згодом адельний підхід став основним в теорії автоморфного представлення. Приблизно в 1967 році він висунув іншу гіпотезу Вейля, яка пізніше під тиском Сержа Ленга стала знана як гіпотеза Таніями — Шімури (або гіпотеза Таніями — Вейля) на основі грубо сформульованого питання Таніями на конференції Нікко 1955 року. Його ставлення до гіпотез полягало в тому, що не слід легковажно ставитися до них як до припущення, а у проблеми Таніями доведення з'явилися лише після великої обчислювальної роботи, проведеної з кінця 1960-х років.
Інші значні результати були пов'язані з двоїстістю Понтрягіна та диференціальною геометрією. Вейль ввів концепцію рівномірного простору в загальну топологію як побічний продукт своєї співпраці з Ніколя Бурбакі (засновником якого він був). Його роботи з теорії пучків майже не з'являлися в його опублікованих статтях, але описані у листах до Анрі Картана наприкінці 1940-х років і передруковані в його збірниках. Він також обрав символ ∅, що походить від літери Ø в норвезькому алфавіті (який був знайомий тільки йому з групи Бурбакі), щоб представляти порожню множину.
Вейль також зробив значний внесок у ріманову геометрію у своїй першій роботі в 1926 році, коли він показав, що класична ізопериметрична нерівність виконується на поверхнях недодатної кривини. Цей результат для двовимірного випадку став тим, що пізніше стало відомо як гіпотеза Картана-Адамара.
Він виявив, що так зване представлення Вейля, раніше введене в квантову механіку Ірвінгом Сігалом і Девідом Шейлом, дало сучасну основу для розуміння класичної теорії квадратичних форм.
Вейль був членом Національної академії наук США і Американського філософського товариства.

## Як коментатор
Ідеї Вейля зробили важливий внесок у праці та семінари Бурбакі до і після Другої світової війни. Він також написав кілька книг з історії теорії чисел.

## Релігійні погляди
Індійська (індуїстська) думка мала великий вплив на Вейля. Він був агностиком і поважав релігії.

## Книги
Математичні праці
- Arithmétique et géométrie sur les variétés algébriques (1935)
- Sur les espaces à structure uniforme et sur la topologie générale (1937)[45]
- L'intégration dans les groupes topologiques et ses applications (1940)
- Weil, André (1946), Foundations of Algebraic Geometry, American Mathematical Society Colloquium Publications, vol. 29, Providence, R.I.: American Mathematical Society, ISBN 978-0-8218-1029-3, MR 0023093[46]
- Sur les courbes algébriques et les variétés qui s'en déduisent (1948)
- Variétés abéliennes et courbes algébriques (1948)[47]
- Introduction à l'étude des variétés kählériennes (1958)
- Discontinuous subgroups of classical groups (1958) Chicago lecture notes
- Weil, André (1967), Basic number theory., Die Grundlehren der mathematischen Wissenschaften, т. 144, Springer-Verlag New York, Inc., New York, ISBN 3-540-58655-5, MR 0234930[48]
- Dirichlet Series and Automorphic Forms, Lezioni Fermiane (1971) Lecture Notes in Mathematics, vol. 189[49]
- Essais historiques sur la théorie des nombres (1975)
- Elliptic Functions According to Eisenstein and Kronecker [Архівовано 22 лютого 2022 у Wayback Machine.] (1976)[50]
- Number Theory for Beginners (1979) with Maxwell Rosenlicht[51]
- Adeles and Algebraic Groups (1982)[52]
- Number Theory: An Approach Through History From Hammurapi to Legendre [Архівовано 22 лютого 2022 у Wayback Machine.] (1984)[53]

Збірники праць
- Œuvres Scientifiques, Collected Works, three volumes (1979)
- Weil, André (March 2009). Œuvres Scientifiques / Collected Papers. Springer Collected Works in Mathematics  (англ.) (фр.) (нім.). Т. 1 (1926–1951) (вид. 2nd printing). Springer. ISBN 978-3-540-85888-1.[54]
- Weil, André (March 2009). Œuvres Scientifiques / Collected Papers. Springer Collected Works in Mathematics  (англ.) (фр.) (нім.). Т. 2 (1951-1964) (вид. 2nd printing). Springer. ISBN 978-3-540-87735-6.
- Weil, André (March 2009). Œuvres Scientifiques / Collected Papers. Springer Collected Works in Mathematics  (англ.) (фр.) (нім.). Т. 3 (1964-1978) (вид. 2nd printing). Springer. ISBN 978-3-540-87737-0.

Автобіографія
- Souvenirs d'Apprentissage (1991) ISBN 3-7643-2500-3. Review in English by J. E. Cremona. (фр.)
- The Apprenticeship of a Mathematician (1992), ISBN 0-8176-2650-6 (англ.)